# Гравилёт «Цесаревич»
Гравилёт «Цесаревич» — роман, сочетающий в себе жанры альтернативной истории:90—91, антиутопии либерпанка и «имперской» фантастики и написанный Вячеславом Рыбаковым в 1992 году. Впервые опубликован в журнале «Нева» в 1993 году (№ 7—8). Роман был отмечен рядом премий («Интерпресскон» 1994 года, «Бронзовая улитка» 1994 года, Беляевская премия 1995 года) и выдержал ряд изданий.

## Сюжет
Изображён мир, в котором не было Октябрьской революции и мировых войн, в котором все живут максимально разумно и нравственно, революционные настроения в России конца XIX века прекратились сами собой, а коммунизм стал религией нравственно-этического характера:91. Единственными стержнями в поведении каждого человека являются веротерпимость, взаимное доверие, толерантность. Россия сохранила самодержавную форму правления, столица по-прежнему — Санкт-Петербург. В этом мире с 1870 года не было войн, поэтому границы государств, равно как и формы правления остались прежними. Однако научно-технический прогресс достиг значительных успехов. Разрабатывается программа по освоению Марса (Арес-97), люди перемещаются по планете на гравилётах — аппаратах, чей полёт основан на эффекте антигравитации.
Завязкой романа является крушение гравилёта «Цесаревич», который совершает рейс из Тюратама в Пулково. Обстоятельства усугубляются тем, что среди погибших оказывается сам наследник престола Александр Петрович. Расследованием дела занят полковник госбезопасности князь Александр Львович Трубецкой, который исповедует идеи этического коммунизма. Основной версией крушения становится диверсия, причём подозрения падают на коммуниста Кисленко — техника из Тюратама. Вскоре подозреваемого находят, но с ним что-то явно не так. В бреду он произносит странное имя ОМОН и умирает.
Затем Империю потрясает новый теракт: в Симбирске совершают покушение на шестого патриарха коммунистов Михаила Сергеевича. В перестрелке с заговорщиками полковник Трубецкой получает ранение:92. Он предполагает связь между двумя событиями, подозревая некую законспирированную коммунистическую секту. Ключ к разгадке терактов Трубецкой пытается найти в Стокгольме, в архивах Социнтерна, которые хранятся в местном терминале ЕСИ («единой сети информации»).
Следы ведут князя в Баварию, где 130 лет назад русский революционер Пётр Ступак и немецкий химик Отто Рашке объединили свои усилия для преображения несправедливого, как им казалось, мира. Ключом к преобразованию мира становится психотропное оружие, выделенное из токсинов мухомора. Под видом корреспондента «Правды» Трубецкой отправляется в кайзеровскую Германию, в дом престарелого Альбрехта Хаусхофера, где узнаёт страшную правду о существовании параллельного мира, созданного Рашке, в котором царят жестокость и насилие и где правили Гитлер и Сталин. Целью создания мира было испытание психотропного оружия в планетарных масштабах. Этот мир помещается внутри «чугунного монстра» в виде громадного клёпаного парового котла. Оба мира взаимодействуют: люди, живущие на обеих Землях, могут входить в «резонанс», а в случае стрессовой гибели личность погибшего способна вселяться в собственного двойника, устраняя тем самым нравственные запреты и повышая агрессивность:91. Таким образом в мир князя попал и Хаусхофер.
Трубецкой, наблюдая за параллельным миром — «малой» Землёй, — входит в «резонанс» с собственным двойником в параллельном мире, учителем Трубниковым, прозябающим в нищей и криминальной российской деревне, а затем погибающим от рук местных экстремистов; таким образом герой погружается в «пучину зла» и возвращается обратно:94. Он не может предотвратить будущие преступления и не знает, что делать с адской машиной в подвале виллы. Трубецкой созывает по этому поводу Совет Безопасности ООН, который и должен решить судьбу лаборатории:92.

## Литературные особенности
Альтернативная Россия Рыбакова в основных своих особенностях напоминает Мир Полудня Стругацких, за исключением разницы в политическом устройстве. Культуролог и литературовед Августа Ройфе назвала изображённое в романе общество «подлинной консервативной утопией». Картина мира Рыбакова является сложной, но в основе её — взаимодействие двух зеркально противоположных миров, воплощающих доброе и злое начало («большая» Земля в конце романа несколько раз называется Раем, а «малая» может быть охарактеризована как «Ад»):91.
Сюжет романа можно назвать детективным лишь формально, хотя присутствуют внешние признаки детектива. В романе отсутствует динамика, но присутствует множество сцен, связанных с любовными взаимоотношениями между героями: у Александра Трубецкого есть жена, ребёнок и беременная любовница, и их отношения рассмотрены очень подробно. Существенную часть романа занимают описания благополучной монархической России и размышления героя на нравственно-этические темы:91—92. В «Гравилёте…» нет сложных криминалистических загадок, нет долгого и затруднённого процесса разгадывания тайны, длительного поиска свидетелей и улик — расследование происходит как бы само собой. Личность преступника не соответствует масштабу преступления — спившийся старик, который и сам отчасти жертва. Нет сложного процесса подготовки ко встрече с преступником, перестрелок, изматывающей психологической дуэли. Главные виновники — создатели параллельного мира — уже умерли. Отстутствует характерный для шпионского и детективного романа конфликт героя с конкурентами из других спецслужб (в Мюнхене Трубецкой оказывается под наблюдением германских коллег, но не происходит ни сложных игр, ни шантажа, ни даже силового задержания — вместо этого контрразведчик барон Крейвиц договаривается с Трубецким о взаимном сотрудничестве):92—93.
Однако характерная для «Гравилёта…» слабость детективной линии повествования не является авторской неудачей. По-видимому, Рыбаков намеренно снизил «динамику» сюжета. Сюжет, по формулировке критика Д. Володихина, явно «подчинён глобальным социально-философским разысканиям», и для Рыбакова детективная сюжетная линия — лишь средство построения повествования. Согласно Володихину, роман Рыбакова «представляет собой размышления о судьбе России на историческом материале. О несложившейся судьбе…»:93.
Сюжетообразующий конфликт «Гравилёта…» заключается не в противостоянии отдельных героев или государств, а лежит намного глубже — в области этики, в сфере борьбы Добра со Злом и реализуется не на сюжетном уровне, а в системе персонажей, в рефлексии героя, в структуре мира:93. Роману Рыбакова присуща крайняя поляризация характеров. На стороне Добра — очень честный и гуманный коммунист князь Трубецкой, гуманные контрразведчики Ламсдорф (начальник Трубецкого) и барон Крейвиц (германский коллега Трубецкого), жена князя Лиза, которая добра до такой степени, что мирит мужа с его любовницей и ухаживает за ней во время беременности. Зло воплощено в образах Ступака, Рашке, Хаусхофера и революционеров-экстремистов 1860-х годов (анархиста Бакунина, создателя «Народной расправы» Нечаева и других), для изображения которых Рыбаков не жалеет чёрной краски:94.
Источником Зла, как и Добра, становится, по концепции автора, сама человеческая природа. Зло заключается не в идеях и не в тех или иных метафизических сущностях (Боге, Дьяволе и пр.), а в человеческих душах, однако оно содержится не только в героях — сотворённое ими Зло объективируется и в дальнейшем живёт в мире, создавая новую цепь преступлений. Ступак, Рашке и семья Хаусхофферов оказываются жертвами своего же детища. Трубецкой отыскивает виновников Зла, но уничтожить его уже не может, поскольку оно уже рассеяно в двух мирах и искоренить его оперативно-репрессивными средствами не удастся:94.
Рефлексия героя и осознание им невозможности искоренения Зла и является основным содержанием романа. Сюжетообразующий конфликт «Гравилёта…» принципиально неразрешим — или, по крайней мере, его нельзя решить каким-то решительным поступком. Изначально Трубецкой живёт в благополучном мире, где победило доброе начало в человеческой природе. Затем логика событий заставляет его погрузиться в другой мир, аморальный и жестокий. Логический финал этого погружения — «резонанс» героя с собственным двойником на «малой» Земле. В ходе этого «путешествия» князь погружается в «пучину зла» и возвращается обратно, он (как и читатель) видит и сравнивает два противоположных друг другу мира, уясняет причину их полярности и в результате становится старше и мудрее. Путешествие героя к истокам мирового Зла и процесс постижения им мира, в ходе которого герой меняется, и является магистральным сюжетом «Гравилёта…»:94—95.

## Издания
- Гравилет «Цесаревич» / Составитель А. Балабуха / Художник С. Шикин. — СПб: Лань, 1994. — (Числа и Руны). 487 c. — Тираж 10000. ISBN 5-7443-0015-X
- Гравилет «Цесаревич». — ACT, 2000. ISBN 5-17-004135-7
- Гравилет «Цесаревич». — Эксмо, 2006. — Тираж. 5 000. ISBN 5-699-16993-8
- Гравилет «Цесаревич». — Амфора, 2012. ISBN 978-5-367-01310-8